# Резија (Болцано)
Резија је насеље у Италији у округу Болцано, региону Трентино-Јужни Тирол.
Према процени из 2011. у насељу је живело 677 становника. Насеље се налази на надморској висини од 1512 м.